# 包联制
包联制，又称包联责任制，是一个广义的社会治理概念，包联一词中“包”即总揽全责，“联”即联络、连带。包联制中的负责人被称为包联人、包联责任人或包联干部。该制度在中国内地的精准扶贫、应对2019冠状病毒病疫情等基层社会治理实践中有所使用。

## 内涵与外延
，与经济生产领域的“大包干”、承包制、中国国家治理领域的“行政发包制”或“行政包干制”等概念内涵有一些相似之处。该制度通过责任到人、联通上下级组织、治理任务打包分配等方式实现，在具体的社会治理实践中被称为或延伸为包村联户、社区包联、双联四包、包联共建等。

## 应用

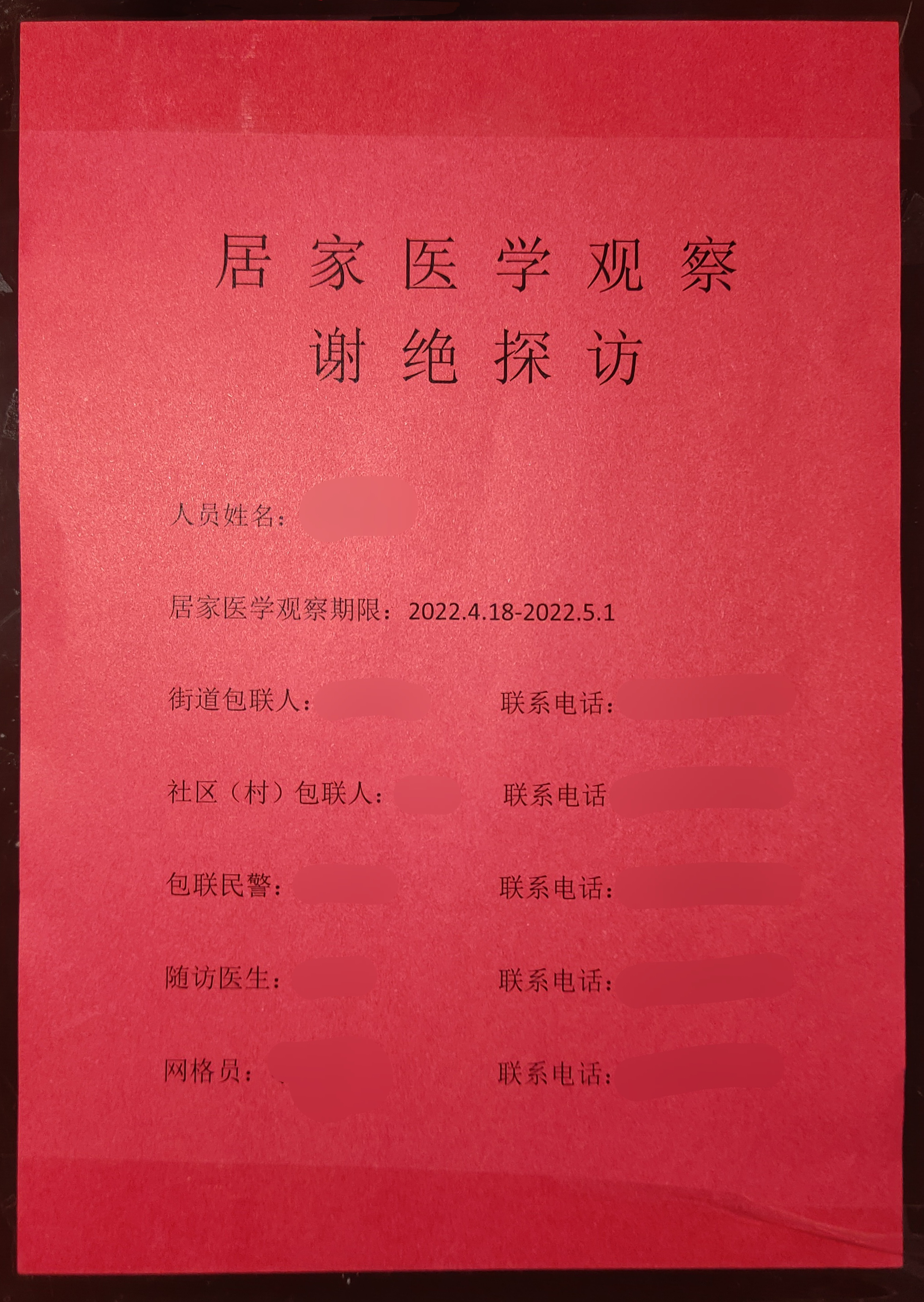
含有包联信息的居家隔离告示（2019中国大陆冠状病毒病疫情期间）

### 精准扶贫
- 2020年，内蒙古鄂尔多斯市制定《鄂尔多斯市包联驻村工作办法》，进行脱贫攻坚工作[8]。

- 2020年，河北省邢台市巨鹿县施行“县乡领导、帮扶企业、帮扶责任人‘三包一’包联帮扶机制”[9]。

- 2016年，中航工业汉航在汉中地区开展“联企包扶，联县包村”的扶贫方式[10]。

### 2019冠状病毒病疫情
- 2022年，河北省廊坊市教育局为应对疫情蔓延，建立了包联工作责任制，提出"局包校"、"校包班"、"师包生"等措施[11]。

- 2022年，太原师范学院建立新冠肺炎疫情防控三级包联机制[12]。

- 2021年，江苏省金湖县戴楼街道为开展疫情排查工作，构建了“街道干部、村居干部、民警、医务人员”的“四方包联”责任制[13]。

- 2020年，承德石油高等专科学校为压实疫情防控责任，建立教职工包联责任人[14]。